# Team Sistecrédito
El Team Sistecrédito (código UCI: ESC) es un equipo ciclista colombiano de categoría Continental.

## Historia
El equipo inicia en el 2019 como un proyecto para apoyar a los jóvenes del oriente antioqueño para que tuvieran un mejor futuro en el deporte. Fue así como inicialmente fue copatrocinadores del equipo Avinal GW Sistecrédito en las categorías femeninas y élite masculina. Desde el 2022 el equipo tiene patrocinio oficial de la entidad financiera colombiana Sistecrédito conformado por ciclistas pertenecientes a las categorías juvenil, femenina, sub-23 y élite masculino que recorrerá las carreteras de Colombia y el mundo.
En el año 2024 el equipo de ciclismo hizo parte de la categoría Continental UCI (Unión Ciclista Internacional) con el objetivo de participar en competencias nacionales e internacionales en las diferentes categorías de ciclismo.

## Material ciclista
El equipo utiliza bicicletas GW, componentes Shimano, y ropa deportiva Bioracer.

## Clasificaciones UCI
Las clasificaciones del equipo y de su ciclista más destacado son las siguientes:

### UCI America Tour
| Temporada | Clasificación por equipos | Mejor corredor | Posición |
| 2024      |                           | Bandera de ?   |          |

## Palmarés
Para años anteriores véase: Palmarés del Team Sistecrédito.

### Palmarés 2025

#### Circuitos Continentales UCI
| Fechas      | Circuito              | Carreras                          | Ganador           |
| 2 de mayo   | UCI America Tour 2025 | 3.ª etapa de la Vuelta Bantrab    | Wilson Peña       |
| 4 de mayo   | UCI America Tour 2025 | Vuelta Bantrab                    | Wilson Peña       |
| 2 de agosto | UCI America Tour 2025 | 2.ª etapa de la Vuelta a Colombia | Sebastián Castaño |

#### Campeonatos nacionales
| Fechas | Carreras | Ganador |

## Plantillas
Para años anteriores, véase Plantillas del Team Sistecrédito

### Plantilla 2024
| Integrantes del equipo 2024 | Integrantes del equipo 2024 | Integrantes del equipo 2024                  | Integrantes del equipo 2024 |
| Corredor                    | Fecha de nacimiento         | Equipo previo                                |                             |
| --------------------------- | --------------------------- | -------------------------------------------- | --------------------------- |
| Sebastián Castaño           | 12 de mayo de 1997          | Orgullo Paisa (2022)                         |                             |
| Kevin David Castillo        | 15 de noviembre de 2001     |                                              |                             |
| David Santiago Gómez        | 22 de enero de 1999         | Colnago CM Team (2021)                       |                             |
| Juan Diego Guerrero         | 7 de julio de 1997          | Soñando Colombia (2022)                      |                             |
| Samuel Herrera Perez        | 26 de abril de 2002         |                                              |                             |
| Juan Diego Hoyos            | 10 de diciembre de 1996     | Electro Hiper Europa-Caldas (2022)           |                             |
| Jaider Muñoz Restrepo       | 4 de enero de 2004          |                                              |                             |
| Wilson Peña Molano          | 7 de abril de 1998          | Colombia Tierra de Atletas-GW Shimano (2022) |                             |
| Yeison Reyes                | 11 de marzo de 1994         | Medellín-EPM (2023)                          |                             |
| José Misael Urián           | 2 de noviembre de 2002      |                                              |                             |
|                             |                             |                                              |                             |
| Fuente: ProCyclingStats     |                             |                                              |                             |